# Bacea (okręg Aluta)
Bacea – wieś w Rumunii, w okręgu Aluta, w gminie Movileni. W 2011 roku liczyła 1253 mieszkańców.